# Trudel (Nouveau-Brunswick)
Pour les articles homonymes, voir Trudel.
Trudel est un hameau de la paroisse de Paquetville, située dans le comté de Gloucester, au nord-est du Nouveau-Brunswick.

## Géographie

Carte de la paroisse de Paquetville. Trudel est en haut.

Trudel se trouve dans l'est du comté de Gloucester, à 52 kilomètres de route à l'est de Bathurst et à 110 km au nord-est de Miramichi. Le hameau est bâti à l'intersection des routes 135 et 325. Le ruisseau Serbys coule au nord en direction de la rivière Caraquet. Le territoire compte quelques buttes.
Trudel est limitrophe de Burnsville au nord-ouest, du village de Bertrand au nord-est, de Petit-Paquetville à l'est, du village de Paquetville et de Haut-Paquetville au sud et de Saint-Amateur à l'ouest. La ville la plus proche est Caraquet, à 19 km au nord-est.

## Histoire
Le village de Paquetville est colonisé en 1873 et la paroisse est créée en 1897. Le bureau de poste de Trudel est ouvert en 1929 mais est fermé en 1970.
La Paroisse de Paquetville est l'une des localités organisatrices du IVe Congrès mondial acadien, en 2009.

## Économie
Entreprise Péninsule, un organisme basé à Tracadie-Sheila faisant partie du Réseau Entreprise, a la responsabilité du développement économique de la région.
L'économie de la Péninsule acadienne région est basée sur les ressources naturelles ainsi que les services et la fabrication. En fait, le développement au village est avant tout résidentiel et l'une des principales opportunités économiques sont les emplois dans la fonction publique à Caraquet et Tracadie-Sheila. La population active est d'ailleurs très mobile et 20 % des hommes travaillent à l'extérieur de la Péninsule. L'activité économique des environs est quant à elle centrée sur le village de Paquetville.

## Administration
Trudel fait partie du district de services locaux de la paroisse de Paquetville. Sa population peut donc élire les membres du comité consultatif.
 Nouveau-Brunswick: Trudel fait partie de la circonscription de Centre-Péninsule—Saint-Sauveur, qui est représentée à l'Assemblée législative du Nouveau-Brunswick par Denis Landry, du Parti libéral. Il fut élu en 2003 puis réélu en 2008 et en 2010. Burnsville est situé dans la circonscription de Caraquet, représentée par Hédard Albert, du parti libéral. Il fut élu en 2003 puis réélu en 2008 et en 2010.
 Canada: Trudel fait partie de la circonscription fédérale d'Acadie-Bathurst. Cette circonscription est représentée à la Chambre des communes du Canada par Yvon Godin, du NPD. Il fut élu lors de l'élection de 1997 contre le député sortant Doug Young, en raison du mécontentement provoqué par une réforme du régime d’assurance-emploi.

## Vivre à Trudel
La population de Trudel est dépendante des localités environnantes, notamment Paquetville et Caraquet, pour ses services.
Existant depuis le 20 juillet 1995, la Commission de gestion des déchets solides de la Péninsule acadienne (COGEDES) a son siège-social à Caraquet. Les déchets sont transférés au centre de transbordement de Tracadie-Sheila et les matières non-recyclables sont ensuite enfouies à Allardville.

## Culture

### Architecture et monuments
Le magasin général Thériault est construit en 1903 par Dominique Thériault. Le commerce est pris en mains par son fils Nicolas en 1909, qui y a joute un entrepôt en 1914 ainsi qu'une pompe à essence et un hangar à huile en 1917. Le magasin est rénové en 1924 alors que des panneaux sont ajoutés pour donner une forme carrée à la façade, que de larges vitrines sont installées et qu'une nouvelle entrée est construite; les panneaux sont enlevés l'année suivante car ils font vibrer l'édifice lors de grands vents. L'édifice est reconstruit au Village historique acadien et interprété tel qu'il était juste après les rénovations de 1924; le magasin original est toujours en place, occupé par des logements.
Une maison au lambris peint en noir et au moulures rouge s'élève à une centaine de mètres au sud. Elle possède également une clôture traditionnelle faite en troncs d'arbres.

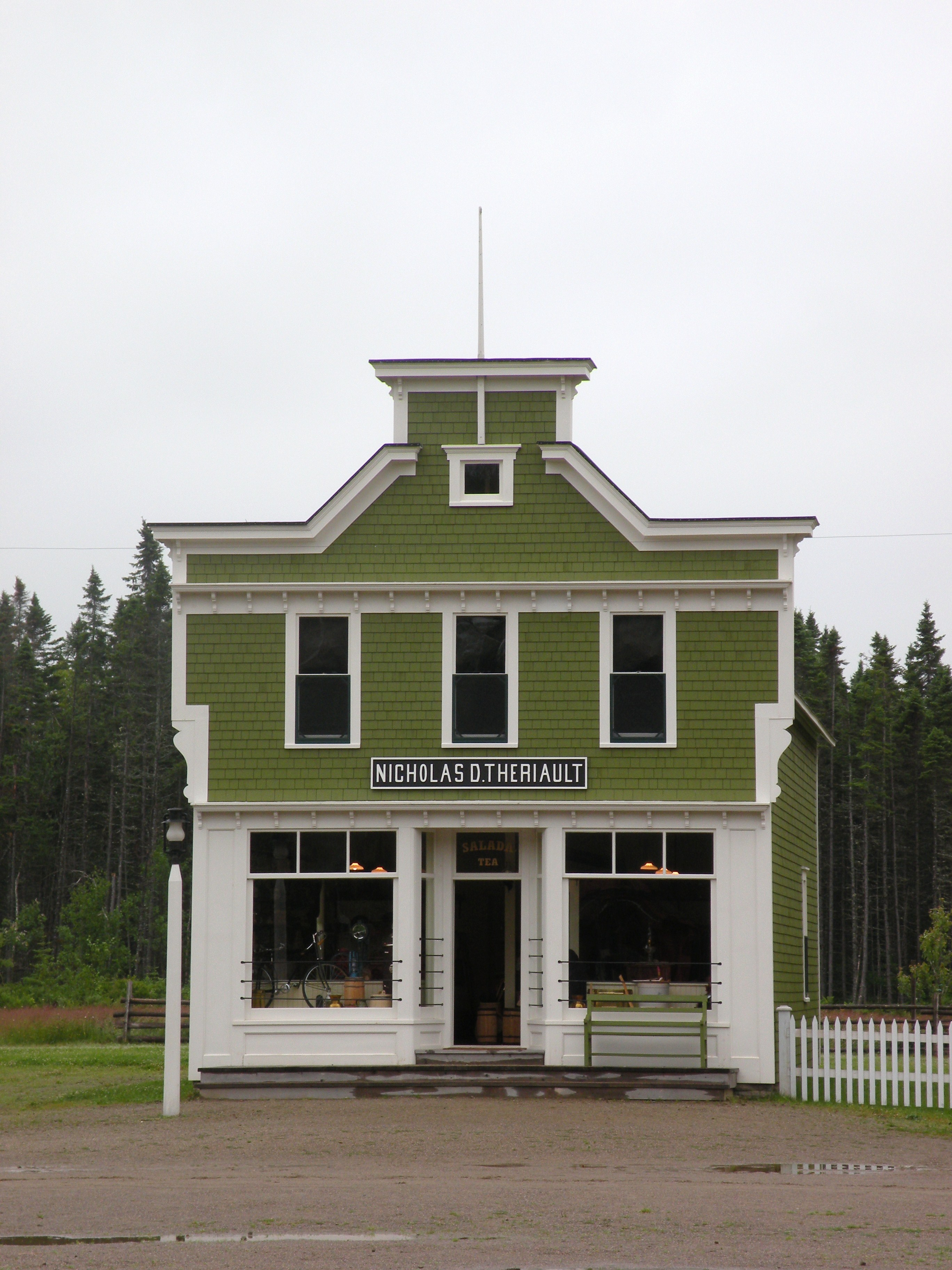
Le magasin général Thériault au Village historique acadien.
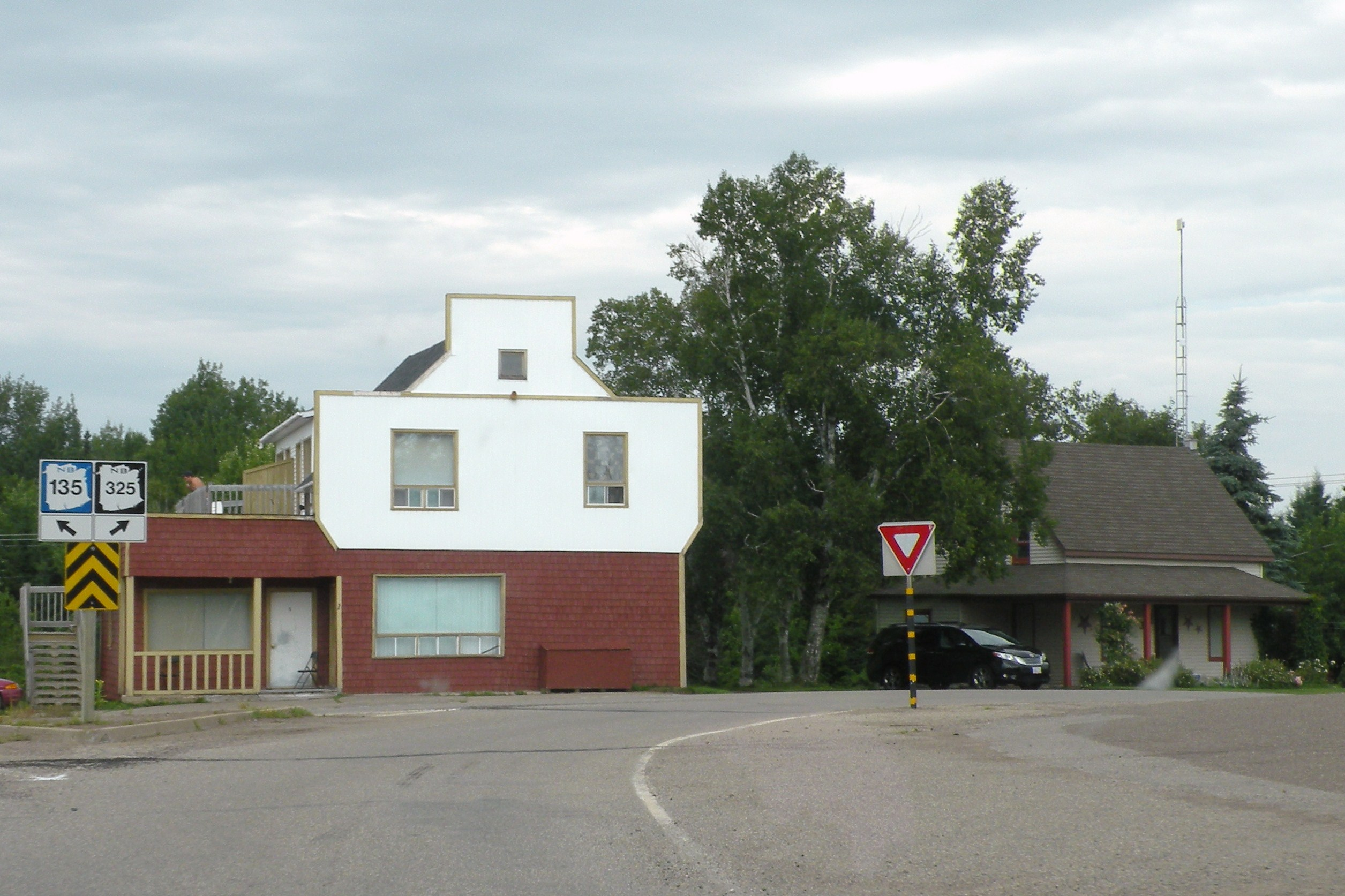
Le magasin original en 2011, à Trudel.
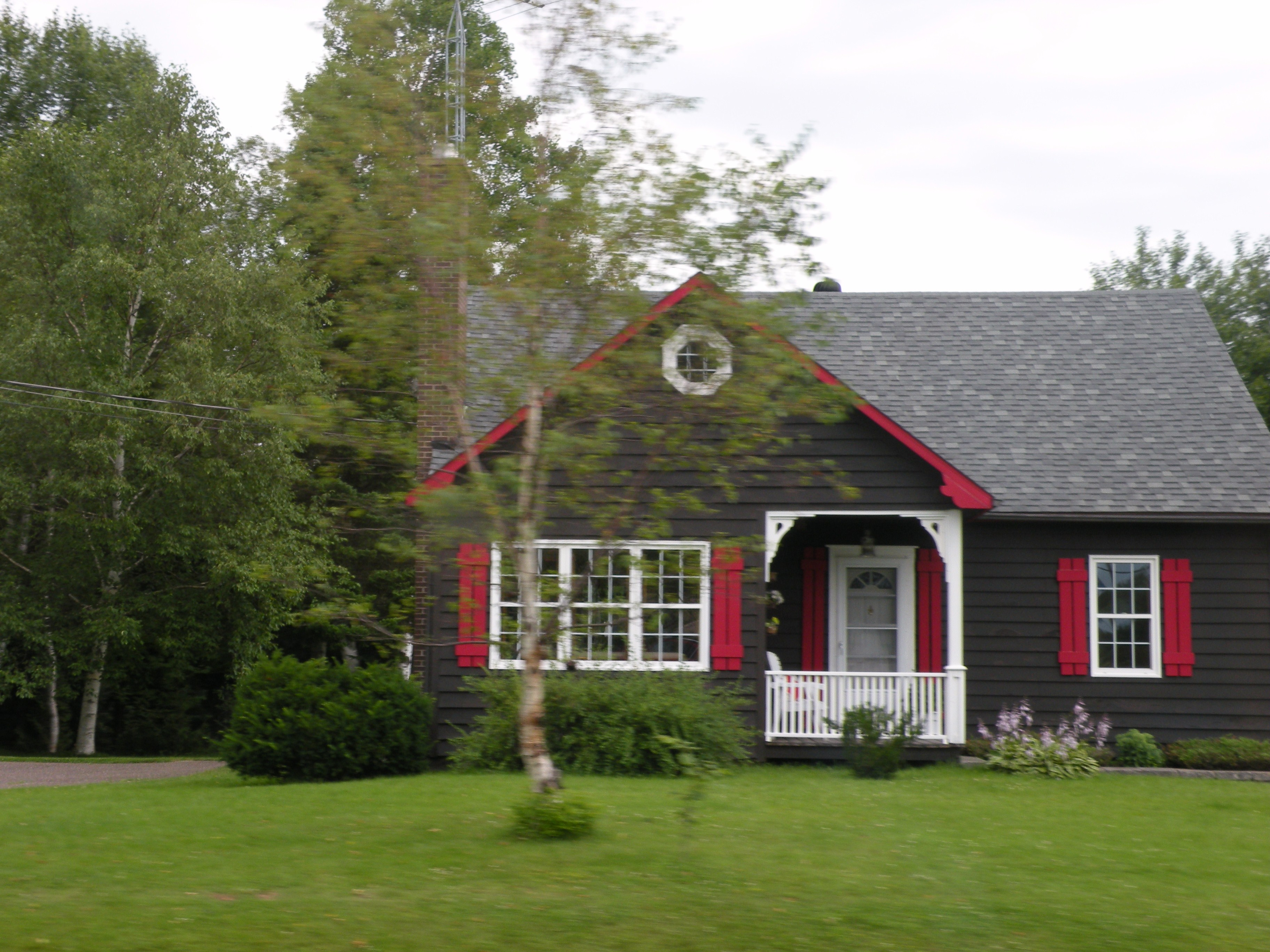
L'une des maisons remarquables de Trudel.